# ۳۵ (پیش از میلاد)
۳۵ (پیش از میلاد) ۳۵مین سال قبل از تقویم میلادی است.